# عبد الله أبو السمح
عبد الله أبو السمح كان صحفياً سعودياً يكتب في صحيفة عكاظ السعودية. والده هو عبد الظاهر أبو السمح إمام الحرم الكي السابق.

## المولد والنشأة
ولد أبو السمح في مكة في 1355 هـ، وهو الابن الأصغر لعبد الظاهر أبو السمح إمام الحرم المكي السابق. تلقى تعليمه الابتدائي والإعدادي والثانوي في مكة، ثم ابتعث إلى القاهرة للدراسة الجامعية فالتحق بكلية الآداب قسم الصحافة بجامعة القاهرة. كما ابتعث إلى الولايات المتحدة وحصل على الماجستير منها.

## الحياة المهنية
بدأ حياته المهنية أثناء دراسته الجامعية في جريدة حراء واستمر فيها حتى اندماجها مع جريدة الندوة في 1959، فانتقل إلى جريدة البلاد. تركزت كتاباته في البداية على الجانب الأدبي والقصة القصيرة. عاد إلى الكتابة الصحفية في صحيفة عكاظ بعد توقف دام 15 عاماً، وكان له فيها زاوية بعنوان «رأي آخر»، وزاويته الشهيرة «مداولات» بالصفحة الأخيرة. كما كتب في كثير من الصحف السعودية الأخرى.
تولى منصب مدير وكالة الأنباء السعودية، وعمل في وزارة الثقافة والإعلام السعودية ووزارة المالية السعودية، كما عمل في وزارة الداخلية السعودية وأسس مجلة الأمن التابعة لها، والتي تعد أول صحيفة للشرطة بالبلاد، وكذلك شارك في تأسيس كلية البترول والمعادن (جامعة الملك فهد للبترول والمعادن حالياً)، بالإضافة لإدارة تلفزيون جدة.

## الوفاة
توفي أبو السمح في صباح الجمعة 3 نوفمبر 2017، وصليت جنازته بعد صلاة الجمعة في مسجد اللامي بجدة، ودفن بمقبرة الفيصلية بها.